# Jidai-geki

Plakat do filmu „Siedmiu samurajów”, 1954 r.

Jidai-geki (jap. 時代劇 jidai-geki; także 時代物 jidai-mono, dosł. „sztuka z epoki”, „dramat kostiumowy z epoki”) – gatunek filmu, przedstawienia teatralnego lub widowiska TV, w którym akcja rozgrywa się w Japonii w dawnych czasach, przed okresem Meiji, przeważnie w okresie Edo (1603–1868). Fabuła przedstawia na ogół przygody samurajów, chłopów, rzemieślników i kupców.

## Przykładowe filmy
- Siedmiu samurajów
- The Twilight Samurai
- Zatōichi
- Mibu Gishi Den
- Ran
- Harakiri